# Jorge Avendaño Valdez
Jorge Jesús Avendaño Valdez (Lima, 24 de mayo de 1933-Lima, 10 de octubre de 2017) fue un abogado, jurista, catedrático y político peruano. Fue congresista de la república por Lima durante el periodo 1995-2000 y uno de los fundadores del partido político Unión por el Perú. Fue también decano del Colegio de Abogados de Lima entre los años 1993 y 1994.

## Biografía
Nacido en Lima, el 24 de mayo de 1933. Hijo de Jorge Avendaño Hübner y Leonor Valdez Vera-Tudela. Su padre, médico y catedrático, fue hijo del también médico y distinguido patólogo Leónidas Avendaño Ureta.
Realizó sus estudios de Derecho en la Pontificia Universidad Católica del Perú, de la que se graduó de bachiller en 1955 y doctor en Derecho Privado en 1963.
Trabajo en el bufete de Manuel Vicente Villarán y, luego, en varios entre el que destacó el que lleva su nombre. Vinculado estrechamente a la Universidad Católica, en 1957, fue nombrado profesor de la cátedra de derechos reales de su facultad de derecho y, en 1964, a los 31 años, fue elegido su noveno decano en reemplazo de Raul Ferrero Rebagliati.
Su administración fue conocida por haber conseguido servir de modelo en la modernización de la educación legal superior del país y por granjear parte del prestigio del nombre de esa facultad. Fue reelegido para un segundo período y ocupó, luego, el cargo de prorector de la universidad (1977).
Fue elegido decano del Colegio de Abogados de Lima en el año 1993.
Asimismo, fue miembro de la London Court of International Arbitration y de la Cour International d'Arbitrage de Paris, y había sido presidente del Comité sobre Reforma de la Enseñanza del Derecho de los Países en Desarrollo (1971-1975), Presidente del Consejo Latinoamericano de Derecho y Desarrollo (1973) y miembro de número y presidente de la Academia Peruana del Derecho (1993-2010).
En las elecciones generales de 1995, Avendaño fue elegido Congresista de la República por Unión por el Perú, con 15,679 votos, para el periodo parlamentario 1995-2000.
Durante su labor legislativa, fue Presidente de la Comisión del Anteproyecto de Reforma del Código Civil y miembro de la Comisión de Reforma del Código de 1984. En este periodo parlamentario, Avendaño formó parte de la oposición al régimen autoritario de Alberto Fujimori.

## Fallecimiento
Falleció el 10 de octubre del 2017 a los 84 años.

## Publicaciones
- Apuntes de derecho registral. 1960
- La prenda civil y las especiales. 1963
- Alejandro Deústua (junto a Luis Felipe Guerra y Manuel Vicente Villarán). 1965
- Nuevos conceptos en la enseñanza e investigación del derecho. 1969
- Derechos reales: materiales de enseñanza. 1971
- El Tribunal de Garantías Constitucionales en Debate (junto a Valentín Paniagua, Marcial Rubio, Diego García Sayán y otros). 1986
- Temas de Derecho: homenaje a José León Barandiarán (junto a Luis Bedoya Reyes y Alberto Ruiz Eldredge). 3 volúmenes. 2000
- A la luz del derecho: cinco años en el Congreso de la República. 2000
- La posesión precaria (junto a David Simorra Ollé). 2002
- Derechos reales (junto a Francisco Avendaño). 2017

## Distinciones
- Medalla R. P. Dinthilac
- Palmas Magisteriales en el grado de Amauta